# Aelius Aristides
Aelius Aristides (117 – 189?) ókori görög szónok.
A müsziai Adrianiban született. Szmürnában Polemont, Athében egyéb híres nyelvtudósokat hallgatott, és sikerült jelentős szónokká képeznie magát. Nagy utazásokat tett, de úti feljegyzései idővel elvesztek. Hosszú betegségekor állítólag Aszklépiosz isten sugallta neki gyógyulása módját, és ezeket a módokat Aelius le is írta 5 beszédben, amelyek az álomlátás legkorábbi iratai. Marcus Aureliusnál sikerült elérnie, hogy a 178-as földrengéskor tönkretett Szmürnát helyre állítsa; ezért Szmürna lakói szobrot emeltek neki.
Számos beszédét a régi tudósok, mint a pateikus előadás mintáit, nagyra becsülték. Napjainkban 55 beszéde ismeretes, amelyeket először 1722–1730-ban jelentetett meg Geeb nyomtatásban.

## Magyarul megjelent művei
- Róma magasztalása. Fordítás és kísérő tanulmányok; ford., jegyz., bev., tan. Szlávik Gábor; KGRE BTK Ókortörténeti Tanszéke, Bp., 2002 (A Károli Gáspár Református Egyetem) ISBN 963-8392-55-X, 291 p.